# Basilia myotis
Basilia myotis är en tvåvingeart som beskrevs av Charles Howard Curran 1935. Basilia myotis ingår i släktet Basilia och familjen lusflugor. Inga underarter finns listade i Catalogue of Life.